# انحطاط‌گرایی
انحطاط‌گرایی این باور است که جامعه یا نهادی به سمت زوال می‌رود. به ویژه، احتمالاً به دلیل سوگیری شناختی، مانند گذشته نگری گلگون، این تمایل است که گذشته را مطلوب تر و آینده را منفی تر ببینیم. به گفته آدام گوپنیک، «قله بزرگ انحطاط» در سال۱۹۱۸ تأسیس شد، در کتابی پرفروش و هزار صفحه‌ای اسوالد اشپنگلر مورخ آلمانی به نام «انحطاط غرب»."

## تاریخ
این باور به آثار ادوارد گیبون، تاریخ انحطاط و سقوط امپراتوری روم، که بین سال‌های۱۷۷۶ و۱۷۸۸ منتشر شد، بازمی‌گردد، جایی که گیبون استدلال می‌کند که امپراتوری روم به دلیل از بین رفتن تدریجی فضیلت مدنی فروپاشید. در میان شهروندانش، که تنبل، خراب و متمایل به استخدام مزدوران خارجی برای دفاع از دولت شدند. او معتقد بود که عقل باید بر خرافات پیروز شود تا قدرت‌های بزرگ اروپا را از سرنوشتی مشابه امپراتوری روم نجات دهد.
کتاب انحطاط غرب اسپنگلر، که نام محبوب خود را به انحطاط داد، پس از جنگ جهانی اول منتشر شد و روح بدبینانه زمان را تسخیر کرد. اشپنگلر نوشت که تاریخ ظهور و سقوط چندین «تمدن» (از جمله مصری، کلاسیک، چینی و آمریکایی) را به خود دیده است. او ادعا کرد که این چرخه‌ها معمولاً ۱۰۰۰ سال طول می‌کشد. اشپنگلر معتقد بود که نه تنها تمدن غرب رو به زوال است، بلکه زوال نیز اجتناب ناپذیر است.

## انحطاط آمریکا
ایالات متحده به‌ویژه سابقه پیش‌بینی سقوط خود را دارد که از حل و فصل اروپا آغاز شده است. به اصطلاح «زوالگرایی آمریکایی» از دهه۱۹۵۰ موضوعی تکراری در سیاست ایالات متحده بوده است.
اکونومیست خاطرنشان کرده است: «آمریکا مستعد حملات «زوال‌گرایی» است. ویکتور دیویس هانسن، مورخ، چندین مرحله متوالی از انحطاط آمریکا را شناسایی کرده است. در طول رکود بزرگ، آمریکایی‌های بی‌کار به «آلمان جدید» مغرور و پویا با حسادت نگاه می‌کردند. در دهه۱۹۵۰، موفقیت اسپوتنیک۱ و گسترش کمونیسم، آمریکایی‌ها را به ترس از عقب افتادن از اتحاد جماهیر شوروی سوق داد. در دهه۱۹۷۰، آمریکایی‌ها از رونق اقتصادی ژاپن نگران بودند. دو دهه بعد، از ایجاد و رونق اتحادیه اروپا نگران بودند. در قرن۲۱ نگرانی‌های آمریکا بر ظهور چین، با صادرات عظیم و شهرهای بزرگ جدید متمرکز شده است. هنسن خاطرنشان می‌کند که یکی پس از دیگری این نگرانی‌ها بی‌اساس بودند: «فاشیسم در هم شکست، کمونیسم منفجر شد، ژاپن در حال پیر شدن و کوچک شدن است، اتحادیه اروپا در حال فروپاشی است.»
در کتابی در سال۲۰۱۱، توماس ال. فریدمن و مایکل ماندلبام استدلال کردند که ایالات متحده در میانه "موج پنجم انحطاط خود" قرار دارد. اولی "با "شوک اسپوتنیک" ۱۹۵۷، دومی با جنگ ویتنام، سومی با "ناراحتی" رئیس‌جمهور جیمی کارتر و ظهور ژاپن، چهارمین با برتری چین بود.
انحطاط آمریکا می‌تواند ناگهان مفسرانی را که قبلاً به چشم‌انداز کشور دیدگاهی عاقلانه داشتند، سبقت بگیرد. رابرت کاگان، برای مثال، اشاره کرده است که کارشناس، فرید زکریا، که در سال۲۰۰۴ "ایالات متحده را به عنوان "یک قطبی جامع" برخلاف آنچه از زمان رم دیده شده بود، توصیف کرد، تا سال۲۰۰۸ شروع به نوشتن در مورد "پساآمریکایی" کرده بود.
نویسنده تام انگلهارد در مقاله ای که در ۱۳ ژوئن۲۰۱۷ در نیشن منتشر شد، ادعا کرد که دونالد ترامپ «اولین نامزد انحطاط آمیز آمریکا برای ریاست جمهوری» بوده است.

## انحطاط اروپا
تئوری انحطاط در انگلستان مورد توجه قرار گرفته بود. در یک نظرسنجی درسال ۲۰۱۵، ۷۰درصد از بریتانیایی‌های مورد بررسی با این جمله موافق بودند که «همه چیز بدتر از گذشته است»، حتی اگر در آن زمان بریتانیایی‌ها در واقع «ثروتمندتر، سالم‌تر و طولانی‌تر از همیشه بودند». با این حال، همچنین در این نظرسنجی خاطرنشان شد که بسیاری از چیزهایی که افراد مسن از دوران جوانی خود عزاداری می‌کردند، دیگر در جامعه مدرن وجود نداشت.
رابرت تومز، مورخ بریتانیایی، پیشنهاد کرد که بریتانیا با چندین «بار» انحطاط روبرو بوده است، از دهه۱۸۸۰ زمانی که رقابت آلمان در کالاهای تولیدی برای اولین بار احساس شد و سپس دوباره در دهه های۱۹۶۰ و۱۹۷۰، با نگرانی‌های اقتصادی، انحلال سریع امپراتوری بریتانیا، و تصور کاهش قدرت و نفوذ در هر زمینه. با این حال، تومب به این نتیجه رسید که «زوالگرایی در بهترین حالت تحریف واقعیت است» و خاطرنشان کرد که بریتانیا همچنان با معیارهای مدرن، حتی با انحلال امپراتوری، یک قدرت بزرگ محسوب می‌شود.
به گفته الکساندر استیل، فرانسه سنت دیرینه ای در کتاب‌هایی دارد که از اوایل قرن هجدهم شروع شده است که افول یا مرگ آن را اعلام می‌کند. انحطاط به عنوان یک «صنعت در حال رشد» توصیف شده است که نویسندگان مشهوری مانند میشل انفره در حال نوشتن کتاب‌ها و مقالاتی هستند که به بررسی شکست‌های فرانسه و غرب می‌پردازند. زوال عقل فرانسه مربوط است به ضد روشنگری از اوایل قرن۱۹، و همچنین به اواخر۱۹۷۰ با پایان سه دهه پس از جنگ جهانی دوم رشد اقتصادی است. در دوران مدرن، این پدیده سرعت گرفته است و طیف سیاسی را با انواع مختلفی از «نزول» در حال ظهور، از مرتجعین کاتولیک گرفته تا متفکران غیرمذهبی که هویت ملی و فساد سیاسی را زیر سؤال می‌برند، افزایش داده است.
مقاله خودکشی فرانسوی اریک زمور در سال ۲۰۱۴، که ۵۰۰ هزار نسخه در فرانسه فروخت، افول فرضی دولت ملی فرانسه را شرح می‌دهد، و به این ترتیب با ادبیات انحطاط گرایانه همراه شده است.

## علت
انحطاط به‌عنوان «ترفند ذهن» و به عنوان «یک استراتژی احساسی، چیزی آرامش بخش برای در آغوش گرفتن زمانی که امروز به‌طور غیرقابل تحملی تیره به نظر می‌رسد» توصیف شده است.
یکی از عوامل انحطاط به اصطلاح «برآمدگی خاطره» است، به این معنی که افراد مسن تمایل دارند «وقایعی را که در حدود۱۰تا۳۰ سالگی برایشان اتفاق افتاده است به بهترین شکل به یاد بیاورند.» همان‌طور که یکی از منابع بیان می‌کند، "نشاط جوانی، و هیجان تجربه چیزها برای اولین بار، یک "برآمدگی حافظه" ایجاد می‌کند که در مقایسه با آن زندگی بعدی کمی کسل کننده به نظر می‌رسد." گوپنیک پیشنهاد می‌کند که "ایده زوال ما از نظر عاطفی مغناطیسی است، زیرا زندگی یک لغزش طولانی به سمت پایین است، و فلاتی که به تازگی رد شده است، دوست داشتن آن آسان تر از چیزی است که در راه است."او با اشاره به عشق گسترده به "ترانه‌های قدیمی" می‌نویسد:"نگاه طولانی به گذشته بخشی از سفرطولانی به خانه است. همه ما به دیروز ایمان داریم.»
عامل دیگر به اصطلاح اثر مثبت است، به این معنی که «با افزایش سن افراد تمایل به تجربه احساسات منفی کمتری دارند و احتمال اینکه چیزهای مثبت را به چیزهای منفی به خاطر بسپارند.»
هر دوی این عوامل می‌توانند افراد را به سمت تجربه زوال سوق دهند. اما برعکس، «سوگیری منفی» نیز می‌تواند به این معنا باشد که «رویدادهای منفی عاطفی احتمالاً تأثیر بیشتری بر افکار و رفتارهای شما می‌گذارد تا یک رویداد مشابه، اما مثبت.»

## عملکرد
آلن دبلیو داود از ساموئل پی. هانتینگتون نقل می‌کند که می‌گوید انحطاط «یک کارکرد تاریخی مفید را انجام می‌دهد» به این دلیل که «یک هشدار و راهنمایی برای عمل به منظور جلوگیری و معکوس کردن زوالی که می‌گوید در حال وقوع است ارائه می‌کند». خود داود نیز با این موضوع موافق است و می‌گوید که انحطاط در بهترین حالت «بیان گرایش آمریکا به انتقاد از خود و بهبود مستمر است».
برعکس، جوزف جافی بر این واقعیت تأکید می‌کند که «نگرانی وسواس‌آمیز در مورد افول احتمالی شما می‌تواند راه خوبی برای تولید آن باشد». به‌طور مشابه، رابرت کاگان ابراز نگرانی کرده است که آمریکایی‌ها «در خطر خودکشی پیشگیرانه ابرقدرت‌ها به دلیل ترس نابجا از قدرت رو به زوال خود هستند.»

## ادبیات زوال
ادبیات انحطاطی شامل:
- اسوالد اشپنگلر (۱۹۱۸) انحطاط غرب. آکسفورد UP. ISBN 978-0-19-506751-4
- فرید زکریا (۲۰۰۸) جهان پس از آمریکا. کمپانی نورتون. شابک ۹۷۸۰۳۹۳۰۶۲۳۵۹
- تیلو سارازین (۲۰۱۰) آلمان در حال نابودی خود است. ISBN 978-3-7844-3592-3
- توماس ال. فریدمن; مایکل ماندلبام (۲۰۱۱). آنچه قبلاً ما بودیم: چگونه آمریکا در دنیایی که اختراع کرد عقب ماند و چگونه می‌توانیم برگردیم. مک میلان. شابک ۹۷۸۱۴۲۹۹۹۵۱۱۵.
- ادوارد لوس (۲۰۱۲) زمان شروع تفکر: آمریکا در عصر هبوط. گرو پرس. شابک ۹۷۸۰۸۰۲۱۹۴۶۱۹
- اریک زمور (۲۰۱۴) خودکشی فرانسوی ISBN 978-2-226-25475-7